# محمد بن عمر حمیری
محمد بن عمر حِمیَری (۱۴۶۵ - ۱۵۲۴م) (نسب: محمد بن عمر بن مبارک بن عبدالله بن بَحرَق) صوفی، قاضی، محدث، نویسنده و شاعر عربی یمنی بود. «حلیة البنات و البنین فی ما یُحتاج الیه من أمر الدین»، «الأحمدیه فی السیرة النبویّة»، «العروة الوثقیة فی الشریعة والطریقة والحقیقة» از آثار اوست.